# Дитерихс, Андрей Иванович
Андре́й Ива́нович Ди́терихс (26 октября 1781, Вайвара, Ревельская губерния — 25 января 1843) — российский горный инженер немецкого происхождения, главный начальник горных заводов хребта Уральского в 1831—1837 годах.

## Биография
Андрей Иванович участвовал в Отечественной войне, командовал артиллерийской ротой в ходе Бородинского сражения, был награждён орденом Святого Георгия IV степени.
В 1810-х годах являлся командиром нескольких артиллерийских бригад. В 1819—1822 годах командовал 1-й бригадой 2-й пехотной дивизии.
Должность главного начальника Уральских горных заводов была учреждена в 1826 году. Первым её занял А. А. Богуславский. После его отставки 31 декабря 1831 года императорским приказом на эту должность был назначен А. И. Дитерихс.
За время руководства А. И. Дитерихса и при его участии было создано 27 начальных горнозаводских школ при казённых горных заводах Урала. В 1834 году в Екатеринбурге был создан минералогический музей. В этом же году Дитерихс получил указание от начальника штаба Корпуса горных инженеров К. В. Чевкина о строительстве Екатеринбургской обсерватории. В сжатые сроки обсерватория была построена и в 1836 году вступила в строй.
Дитерихс руководил Уральской горной администрацией до 1837 года, когда 11 октября был отправлен в отставку по состоянию здоровья. 27 марта (8 апреля) 1837 главным начальником Уральских горных заводов стал В. А. Глинка.

## Награды
- Орден Святого Георгия IV степени[4].